# Eisenbahnunfall von Argenton-sur-Creuse
Bei dem Eisenbahnunfall von Argenton-sur-Creuse entgleiste am 31. August 1985 der Nachtzug von Paris-Austerlitz nach Portbou im Bahnhof von Argenton-sur-Creuse aufgrund überhöhter Geschwindigkeit. Ein anderer Zug fuhr in die entgleisten Wagen. 43 Menschen starben.

## Ausgangslage
Der Bahnhof Argenton-sur-Creuse befindet sich an der Bahnstrecke Orléans–Montauban. Wegen Gleisbauarbeiten war die Geschwindigkeit vorübergehend auf 40 km/h herabgesetzt. Das Signal, das die Geschwindigkeitsherabsetzung anzeigte, war aber durch andere Signale teilweise verdeckt, so dass es für den Lokomotivführer nur schwer zu erkennen war.

## Unfallhergang
Der Lokomotivführer erkannte das Signal nicht und passierte die Baustelle mit etwa 100 km/h. Der Zug entgleiste, wobei die letzten beiden Wagen in das Lichtraumprofil des Gleises der Gegenrichtung gerieten. Der dort herannahende Bahnpostzug von Brive-la-Gaillarde nach Paris konnte nicht mehr halten und fuhr in die beiden Personenwagen, die in seinem Fahrweg standen.

## Folgen
Dabei starben 43 Menschen, 38 weitere wurden verletzt. Dies war nach dem Eisenbahnunfall von Flaujac der zweite schwere Unfall innerhalb eines Monats bei der SNCF, deren Präsident deshalb zurücktrat.
Die Unfallursache ähnelt der des Eisenbahnunfalls von Brühl.